# Флегринские острова
Флегринские острова (итал. Isole Flegree) — архипелаг в Тирренском море (часть Средиземного моря), входит в состав итальянской провинции Неаполь в регионе Кампания южной Италии.

## География
Острова Искья, Прочида, Вивара и Низида, находящиеся в Неаполитанском заливе, называются Флегринскими островами. Это название происходит от находящегося рядом геологического района Флегринских полей. Остров Капри, хотя и находится в Неаполитанском заливе, не входит в состав Флегринских островов, так как не принадлежит к геологическому району Флегри. В классическую эпоху Флегринские острова назывались Пизекузы, в переводе с греческого «острова обезьян». Имеют вулканическое происхождение.
| Остров  | Площадь, км² | Население, чел. (2009) |
| ------- | ------------ | ---------------------- |
| Искья   | 46,3         | 62 027                 |
| Прочида | 4,13         | 10 627                 |
| Низида  | 0,7          | 0                      |
| Вивара  | 0,4          | 0                      |

## Галерея

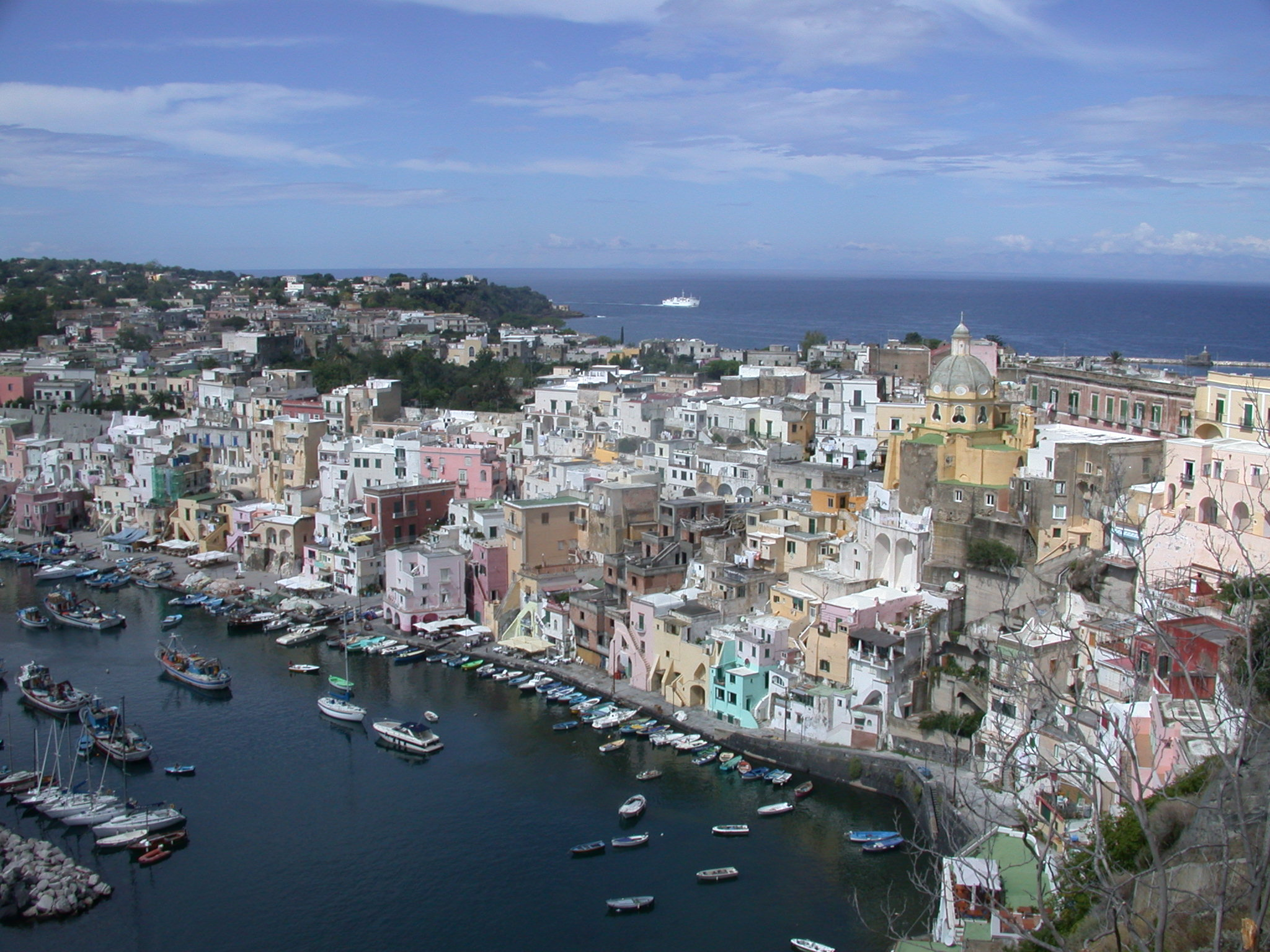
Остров Прочида
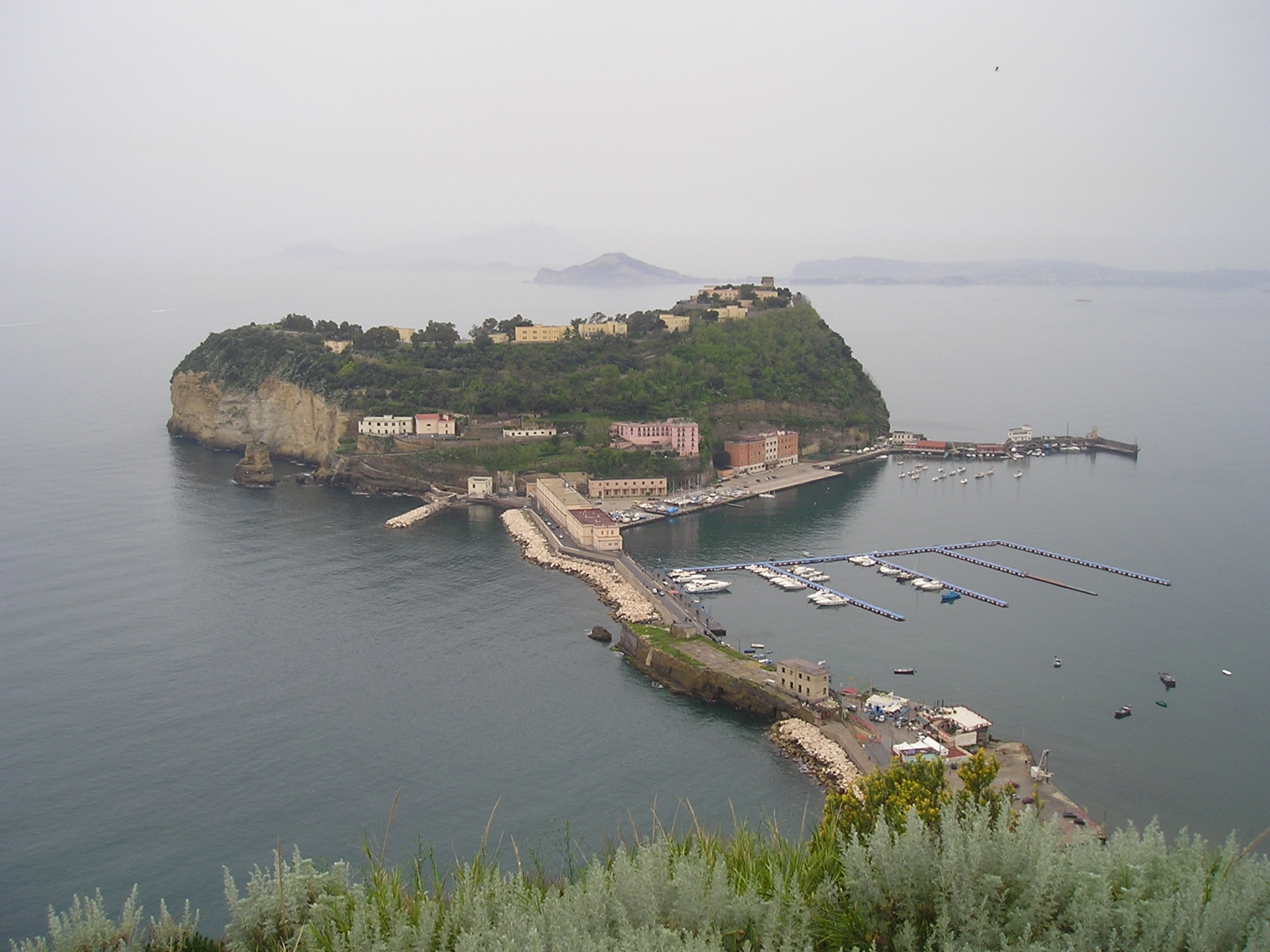
Вид на остров Низида со стороны Неаполя